# Конференция в Казабланка
Конференцията или срещата в Казабланка се провежда в периода 14-24 януари 1943 г., в разгара на Втората световна война, с цел тайни преговори между президента на САЩ Франклин Делано Рузвелт, британския премиер Уинстън Чърчил и членовете на обединения комитет на началник-щабовете на САЩ и Великобритания. Йосиф Сталин също е поканен на срещата в Казабланка, но не успява да присъства на заседанието заради финала на битката за Сталинград.
В Казабланка за първи път съюзниците се разбират по въпроса за мястото и времето на съвместните си бъдещи военните операции, както и за това, че те ще се провеждат на територията на Европа. Северна Африка в началото на 1943 г. е почти изцяло под контрола на съюзническите сили, като бойните действия продължават единствено в Тунис – в района около античен Картаген. САЩ вече са направили пробив във войната с Япония в Тихия океан, спечелвайки битката за Гуадалканал. Въпреки това, все още значителна заплаха за военни доставки на САЩ към Англия и Африка представляват германските подводници в Атлантическия океан.
Атлантическите съюзници се уточняват, че най-рано в средата на август 1943 г. и не по-късно от края на есента на 1943 г., ще отпочнат съвместна стратегическа инициатива по отварянето на Втори фронт в Европа. Чърчил все още страда от манията, че ще успее да привлече на съюзническа страна Турция, ангажирайки я с едно нападение през България към петролните находища в Трансилвания.
В резултат на преговорите в Казабланка, съюзниците избират за свой неотложен приоритет приключването на войната в Африка, чрез завладяването на Тунис през лятото на 1943 г., който да се ползва като отправна база за десант в Сицилия. След десет дни на преговори, западните съюзници представят за първи път пред медиите глобалната си цел в Световната война: безусловна капитулация на германския Райх, фашистка Италия и Япония. Също така е решено да се засилят бомбардировките на германските градове. От 1943 г. западните съюзници бомбардират цивилни обекти в Райха денонощно - британците през нощта, а американците - в следобедните часове. Изискването за безусловна капитулация на Германия представлява по съществото си де факто отказ от принципите, установени от Атлантическата харта.